# Eleutherodactylidae
Eleutherodactylidae is een familie van kikkers (Anura). De groep werd voor het eerst wetenschappelijk beschreven door Bertha Maria Julia Lutz in 1954. Later werd de wetenschappelijke naam Eleutherodactylini gebruikt.

## Uiterlijke kenmerken
De verschillende soorten blijven meestal klein en bereiken een lichaamslengte van enkele centimeters. De vrouwtjes van de soort Eleutherodactylus iberia zijn gemiddeld langer dan de mannetjes en worden maximaal 10,5 millimeter lang. De vrouwtjes van de soort Eleutherodactylus inoptatus worden tot 8,8 centimeter lang. De variatie in kleuren is enorm, sommige soorten hebben felle kleuren en andere zijn juist goed gecamoufleerd.

## Verspreiding en habitat
Alle soorten komen voor in Noord-, Midden- en Zuid-Amerika, in de Verenigde Staten en Mexico via Belize en Guatemala tot in de Grote en Kleine Antillen, Brazilië, Colombia, Ecuador, Guinee, Honduras, Panama, Peru, Suriname en Venezuela.

## Taxonomie
De familie wordt vertegenwoordigd door 234 verschillende soorten. Er is nog geen Nederlandse naam voor deze groep. De taxonomische indeling is aan veel verandering onderhevig.
Familie Eleutherodactylidae
- Onderfamilie Eleutherodactylinae Lutz,1954
  - Geslacht Diasporus Hedges, Duellman & Heinicke, 2008
  - Geslacht Eleutherodactylus Duméril & Bibron, 1841
- Onderfamilie Phyzelaphryninae Hedges, Duellman & Heinicke, 2008
  - Geslacht Adelophryne Hoogmoed & Lescure, 1984
  - Geslacht Phyzelaphryne Heyer, 1977